# 남진우 (시인)
남진우(1960년 ~ )는 대한민국의 시인, 문학평론가이자 교수이다.

## 생애
1960년 전북특별자치도 전주에서 태어나, 중앙대학교 문예창작학과를 졸업하고 동 대학원에서 석사학위와 박사학위를 받았다. 현재 명지대학교 문예창작학과 교수(2004~)로 재직 중이며, 계간 《문학동네》 편집위원(1994~)으로 활동하고 있다. 1995년 제8회 「동서문학상」(평론부문), 1998년 제9회 「김달진문학상」(시부문), 1999년 제11회 「소천비평문학상」, 2001년 제46회 「현대문학상」(평론부문), 2002년 제13회 「팔봉비평문학상」, 2007년 제15회 「대산문학상」(시부문)을 수상했다.. 1999년 소설가로 잘 알려진 신경숙과 결혼했다.

## 약력
1981년 《동아일보》 신춘문예에 시, 1983년 《조선일보》 신춘문예에 문학평론이 각각 당선되어 문단에 나왔다. 1995년 제8회 「동서문학상」(평론부문), 1998년 제9회 「김달진문학상」(시부문), 1999년 제11회 「소천비평문학상」, 2001년 제46회 「현대문학상」(평론부문), 2002년 제13회 「팔봉비평문학상」, 2007년 제15회 「대산문학상」(시부문), 2014년 제22회 「대산문학상」(평론부문)을 수상했다.

## 수상
- 1995년 제8회 「동서문학상」(평론부문)
- 1998년 제9회 「김달진문학상」(시부문)
- 1999년 제11회 「소천비평문학상」
- 2001년 제46회 「현대문학상」(평론부문)
- 2002년 제13회 「팔봉비평문학상」
- 2007년 제15회 「대산문학상」(시부문)
- 2014년 제22회 「대산문학상」(평론부문)

## 저서

### 시집
- 《깊은 곳에 그물을 드리우라》(민음사, 1990) : 재판(문학동네, 1997)
- 《죽은 자를 위한 기도》(문학과지성사, 1997)
- 《타오르는 책》(문학과지성사, 2000)
- 《새벽 세 시의 사자 한 마리》(문학과지성사, 2006)
- 《사랑의 어두운 저편》(창비, 2009)
- 《나는 어둡고 적막한 집에 홀로 있었다》(문학동네, 2020)

### 비평집
- 《바벨탑의 언어》(문학과지성사, 1989)
- 《신성한 숲》(민음사, 1995)
- 《숲으로 된 성벽》(문학동네, 1999;2010)
- 《그리고 신은 시인을 창조했다》(문학동네, 2001)
- 《나사로의 시학》(문학동네, 2013)
- 《폐허에서 꿈꾸다》(문학동네, 2013)

### 산문집
- 《올페는 죽을 때 나의 직업은 시라고 하였다》(열림원, 2000) : 재판(문학동네, 2010)

### 연구서
- 《미적 근대성과 순간의 시학》(소명출판, 2001)